# 대한민국 중소벤처기업부
중소벤처기업부(中小벤처企業部)는 중소기업 정책의 기획·종합, 중소기업의 보호·육성, 창업·벤처기업의 지원, 대·중소기업 간 협력 및 소상공인에 대한 보호·지원에 관한 사무를 관장하는 대한민국의 중앙행정기관이다. 장관은 국무위원으로, 차관은 정무직공무원으로 보탠다.

## 소관 사무
- 중소기업 정책의 기획·종합에 관한 사무
- 중소기업의 보호·육성에 관한 사무
- 창업·벤처기업의 지원에 관한 사무
- 대·중소기업 간 협력에 관한 사무
- 소상공인에 대한 보호·지원에 관한 사무

## 연혁
- 1949년 4월 26일: 상공부에 중앙도량형소 설치.[4]
- 1961년 8월 3일: 중앙계량국으로 개편.[5]
- 1961년 10월 2일: 상공부의 외국으로 표준국을 설치.[6]
- 1973년 1월 16일: 표준국과 중양계량국을 공업진흥청으로 통합·승격하여 분리.[7]
- 1993년 3월 6일: 상공자원부의 외청으로 소속 변경.[8]
- 1994년 12월 23일: 통상산업부의 외청으로 소속 변경.[9]
- 1996년 2월 9일: 중소기업청으로 개편.[10]
- 1998년 2월 28일: 산업자원부의 외청으로 소속 변경.[11] 통상산업부에 산업표준·계량 및 품질안전에 관한 사무를 이관.[12]
- 2008년 2월 29일: 지식경제부의 외청으로 소속 변경.[13]
- 2013년 3월 23일: 지식경제부로부터 일부 소관사무를 이관받음. 산업통상자원부의 외청으로 소속 변경.[14]
- 2017년 7월 26일: 미래창조과학부로부터 기술창업활성화 관련 창조경제 진흥에 관한 사무를, 산업통상자원부로부터 지역산업 지원에 관한 사무를, 금융위원회로부터 기술보증기금 관리에 관한 사무를 이관받아 중소벤처기업부로 승격.[15]
- 2021년 7월 15일: 정부대전청사에서 세종특별자치시 세종파이낸스센터 3차로 본부 이전.[16]

## 조직
| 실·국              | 정책관·심의관실            | 담당관실·과                                                                                |
| 장관 산하 하부조직 | 장관 산하 하부조직         | 장관 산하 하부조직                                                                         |
| ------------------ | -------------------------- | ------------------------------------------------------------------------------------------ |
| 대변인실           | 대변인실                   | 홍보담당관실ㆍ디지털소통팀                                                                 |
| 장관정책보좌관실   |                            |                                                                                            |
| 차관 산하 하부조직 |                            |                                                                                            |
| 기획조정실         | 정책기획관실               | 기획혁신담당관실ㆍ재정행정담당관실ㆍ규제개혁법무담당관실ㆍ정보화담당관실ㆍ비상재난담당관실 |
| 감사관실           | 감사관실                   | 감사담당관실                                                                               |
| 옴부즈만지원단     |                            |                                                                                            |
|                    |                            | 운영지원과                                                                                 |
| 중소기업정책실     | 중소기업정책관실           | 정책총괄과ㆍ기업환경정책과ㆍ정책분석평가과                                                 |
| 중소기업정책실     | 글로벌성장정책관실         | 국제통상협력과ㆍ글로벌성장정책과ㆍ기업금융과ㆍ인력정책과ㆍ판로정책과                       |
| 중소기업정책실     | 기술혁신정책관실           | 기술혁신정책과ㆍ디지털혁신과ㆍ기술개발과ㆍ기술보호과                                       |
| 중소기업정책실     | 지역기업정책관실           | 지역혁신정책과ㆍ제조혁신과ㆍ기업구조개선과ㆍ입지환경개선과                                 |
| 창업벤처혁신실     | 창업정책관실               | 창업정책과ㆍ기술창업과ㆍ창업생태계과ㆍ청년정책과                                           |
| 창업벤처혁신실     | 벤처정책관실               | 벤처정책과ㆍ벤처투자과ㆍ투자관리감독과ㆍ미래산업전략팀                                     |
| 창업벤처혁신실     | 특구혁신기획단             | 특구운영과ㆍ특구지원과ㆍ특구정책과                                                         |
| 소상공인정책실     | 소상공인정책관실           | 소상공인정책과ㆍ디지털소상공인과ㆍ소상공인성장촉진과ㆍ지역상권과ㆍ전통시장과               |
| 소상공인정책실     | 상생협력정책관실           | 상생협력정책과ㆍ사업영역조정과ㆍ불공정거래개선과ㆍ소상공인재도약과                         |
| 소상공인정책실     | 소상공인코로나19회복지원단 | 소상공인경영지원과ㆍ소상공인손실보상과                                                     |

### 소속기관
- 장관의 관장 사무를 지원하는 기관
  - 구미전자공업고등학교, 부산기계공업고등학교, 전북기계공업고등학교
- 장관의 소관 사무를 분장하는 기관
  - 지방중소벤처기업청
    - 사무소

### 소속 자문위원회
| 위원회명                   | 주관부처       | 설치근거                                               | 비고 |
| -------------------------- | -------------- | ------------------------------------------------------ | ---- |
| 균형성장촉진위원회         | 중소벤처기업부 | 여성기업지원에 관한 법률 제6조                         |      |
| 금융지원위원회             | 중소벤처기업부 | 소기업 및 소상공인 지원을 위한 특별조치법 시행령 제4조 |      |
| 장애인기업활동촉진위원회   | 중소벤처기업부 | 장애인기업활동촉진법 제6조                             |      |
| 중견기업육성지원위원회     | 중소벤처기업부 | 산업발전법시행령제3조의4                               |      |
| 중소기업기술혁신추진위원회 | 중소벤처기업부 | 중소기업기술혁신촉진법 제6조                           |      |
| 중소기업사업조정심의회     | 중소벤처기업부 | 대ㆍ중소기업 상생협력 촉진에 관한 법률 제31조          |      |
| 지역특화발전특구위원회     | 지식경제부     | 지역특화발전특구에 대한 규제특례법 제45조              |      |

## 정원
중소벤처기업부에 두는 공무원의 정원은 다음과 같다.
| 총계      | 총계                        | 519명 |
| --------- | --------------------------- | ----- |
| 정무직 계 | 정무직 계                   | 2명   |
|           | 장관                        | 1명   |
|           | 차관                        | 1명   |
|           |                             |       |
| 별정직 계 | 별정직 계                   | 5명   |
|           | 고위공무원단                | 1명   |
|           | 3급 상당 이하 5급 상당 이상 | 1명   |
|           | 6급 상당 이하               | 3명   |
|           |                             |       |
| 일반직 계 | 일반직 계                   | 512명 |
|           | 고위공무원단                | 18명  |
|           | 3급 이하 5급 이상           | 277명 |
|           | 6급 이하                    | 216명 |
|           | 전문경력관                  | 1명   |

## 재정
총수입·총지출 기준 2023년 재정 규모는 다음과 같다.
| 구분                         | 세입예산             | 작년 대비 증감 |
| ---------------------------- | -------------------- | -------------- |
| 일반회계                     | 1922억 1000만 원     | +17.65%        |
| 국가균형발전특별회계         | 180억 원             | -15.42%        |
| 중소벤처기업창업 및 진흥기금 | 4조 6026억 200만 원  | +10.23%        |
| 소상공인시장진흥기금         | 2조 8525억 3100만 원 | +0.55%         |
|                              |                      |                |
| 합계                         | 7조 6653억 4300만 원 | +6.51%         |

| 구분                             | 구분                             | 구분                             | 세출예산              | 작년 대비 증감 |
| -------------------------------- | -------------------------------- | -------------------------------- | --------------------- | -------------- |
| 일반회계                         | 일반회계                         | 일반회계                         | 3조 2280억 4900만 원  | -11.63%        |
|                                  | 무역 및 투자유치                 | 무역 및 투자유치                 | 2168억 4200만 원      | +8.99%         |
|                                  | 창업및벤처                       | 창업및벤처                       | 7334억 1900만 원      | -6.13%         |
|                                  | 중소기업 및 소상공인육성         | 중소기업 및 소상공인육성         | 2조 1235억 5300만 원  | -15.64%        |
|                                  | 산업·중소기업일반                | 산업·중소기업일반                | 1542억 3500만 원      | -0.83%         |
| 국가균형발전특별회계             | 국가균형발전특별회계             | 국가균형발전특별회계             | 5863억 3800만 원      | +15.79%        |
|                                  | 창업및벤처                       | 창업및벤처                       | 1524억 300만 원       | +103.17%       |
|                                  | 중소기업 및 소상공인육성         | 중소기업 및 소상공인육성         | 4322억 9100만 원      | +0.59%         |
|                                  | 산업·중소기업일반                | 산업·중소기업일반                | 16억 4400만 원        | +1.29%         |
| 중소벤처기업창업 및 진흥기금     | 중소벤처기업창업 및 진흥기금     | 중소벤처기업창업 및 진흥기금     | 5조 3893억 5400만 원  | -14.44%        |
|                                  | 무역 및 투자유치                 | 무역 및 투자유치                 | 507억 5200만 원       | +37.74%        |
|                                  | 산업·중소기업일반                | 산업·중소기업일반                | 1430억 4500만 원      | +2.24%         |
|                                  | 창업및벤처                       | 창업및벤처                       | 3조 253억 8000만 원   | -8.07%         |
|                                  | 중소기업 및 소상공인육성         | 중소기업 및 소상공인육성         | 2조 1701억 7700만 원  | -23.34%        |
| 소상공인시장진흥기금             | 소상공인시장진흥기금             | 소상공인시장진흥기금             | 4조 984억 8800만 원   | -48.96%        |
|                                  | 산업·중소기업일반                | 산업·중소기업일반                | 623억 3000만 원       | -1.38%         |
|                                  | 중소기업 및 소상공인육성         | 중소기업 및 소상공인육성         | 4조 361억 5800만 원   | -49.33%        |
| 소재·부품·장비경쟁력강화특별회계 | 소재·부품·장비경쟁력강화특별회계 | 소재·부품·장비경쟁력강화특별회계 | 2182억 9800만 원      | -38.3%         |
|                                  | 창업및벤처                       | 창업및벤처                       | 300억 원              | -50%           |
|                                  | 중소기업 및 소상공인육성         | 중소기업 및 소상공인육성         | 1882억 9800만 원      | -35.92%        |
|                                  |                                  |                                  |                       |                |
| 합계                             | 합계                             | 합계                             | 13조 5205억 2700만 원 | -28.24%        |

## 같이 보기
- 중소벤처기업부 장관
- 중소벤처기업부 차관

### 내용주
1. 1 2 3 4 5 6 7  개방형 직위.
2. ↑  2025년 1월 20일까지 존속하는 한시조직.
3. ↑  2명을 두며 1명은 고위공무원단 나등급에 속하는 별정직공무원으로, 나머지 1명은 3급 또는 4급 상당 별정직공무원으로 보한다.
4. 1 2 3 4  2024년 12월 31일까지 존속하는 한시조직.
5. ↑  한시정원 2명 포함.
6. ↑  한시정원 22명 포함.
7. ↑  한시정원 7명 포함.

### 참조주
1. 1 2  「중소벤처기업부와 그 소속기관 직제」 별표 2 및 별표 5 및 별표 6제4호
2. 1 2  기획재정부. “열린재정 > 재정연구분석 > 재정분석통계 > 예산편성현황(총수입)”. 《열린재정》. 2023년 2월 26일에 확인함.
3. 1 2  기획재정부. “열린재정 > 재정연구분석 > 재정분석통계 > 세목 예산편성현황(총지출)”. 《열린재정》. 2023년 2월 26일에 확인함.
4. ↑  대통령령 제76호
5. ↑  각령 제78호
6. ↑  각령 제193호
7. ↑  대통령령 제6461호
8. ↑  법률 제4541호
9. ↑  법률 제4831호
10. ↑  법률 제5150호
11. ↑  법률 제5529호
12. ↑  대통령령 제14908호
13. ↑  법률 제8852호
14. ↑  법률 제11690호
15. ↑  법률 제14839호
16. ↑  최우영 (2021년 7월 14일). “"우리 세종 왔어요" 진짜 중앙부처된 중기부...박영선 "감개무량"”. 《머니투데이》 (세종). 2022년 2월 6일에 확인함.